# Мартин, Иоганн
Иоганн Вильгельм Мартин (эст. Johann Vilhelm Martin; 2 января 1893, Рига — 21 декабря 1959, Таллин) — российский и эстонский легкоатлет, выступавший в беге на короткие дистанции, прыжках с шестом и в высоту, конькобежец, эстонский и советский спортивный организатор. Участник летних Олимпийских игр 1912 и 1920 годов.

## Биография
Родился 2 января 1893 года в Риге.
В 1911 году окончил Рижское торговое училище и с этого времени работал бухгалтером в Риге, Ревеле, Юрьеве.
Начал заниматься спортом в 1905 году под началом братьев Оскара и Пауля Лииди. Выступал в лёгкой атлетике, плавании, конькобежном спорте, гимнастике, велоспорте. Представлял рижский клуб «Унион», с 1915 года — ревельский «Калев», в дальнейшем юрьевский «Калев».
Наиболее высоких результатов добился в прыжках с шестом, выиграв шесть медалей чемпионата России. Мартин завоевал золото в 1913 (3,20 метра) и 1914 (3,36) годах, серебро в 1910 (3,00) и 1911 (3,10) годах, бронзу в 1915 (3,25) и 1916 (3,00) годах. Результат, достигнутый в 1910 году (3,36), стал повторением рекорда России.
В 1912 году вошёл в состав сборной России на летних Олимпийских играх в Стокгольме. В прыжках с шестом неудачно завершил все попытки взять первую же высоту в 3,00 метра и остался вне зачёта.
Кроме того, дважды становился чемпионом Эстонии по лёгкой атлетике в прыжках в высоту (1920, 1925). Также на его счету в 1918—1927 годах серебро и две бронзы в прыжках с шестом и бронза в прыжках в высоту.
В 1920 году вошёл в состав сборной Эстонии на летних Олимпийских играх в Антверпене. В квалификации прыжков с шестом занял 13-е место с результатом 3,30, не преодолев необходимую для попадания в финал высоту 3,60.
В конькобежном спорте завоевал четыре серебряных и семь бронзовых медалей в многоборье, 19 серебряных и 21 бронзовую на отдельных дистанциях.
Уже по ходу спортивной карьеры проявил себя как организатор и функционер. В 1920—1925 годах был председателем тартуского «Калева», в 1931 году стал почётным членом клуба. В 1926 году возглавил Тартуский клуб водных видов спорта. В 1932 году основал спортивный союз уезда Тартумаа, в 1933-м был советником по спорту, в 1935-м — председателем ревизионной комиссии легкоатлетического союза.
В 1940 году был награждён орденом Эстонского Красного Креста 5-й степени.
В 1945—1958 годах неоднократно входил в правление секции конькобежного спорта, руководил судейской коллегией.
В 1958 году был председателем оргкомитета Таллинской ассоциации ветеранов спорта, руководил подготовкой её устава.
Умер 21 декабря 1959 года в Таллине. Похоронен на лесном кладбище Таллина.

## Личные рекорды

### Лёгкая атлетика
- Бег на 60 метров — 7,2[2]
- Прыжки в высоту — 1,72[2]
- Прыжки с шестом — 3,50 (1914)[2]

### Конькобежный спорт
- 500 метров — 48,1[2]
- 1500 метров — 2.37,5[2]
- 5000 метров — 9.14,0[2]